# When You're Looking Like That
"When You're Looking Like That" là đĩa đơn của ban nhạc Ireland Westlife. Nó chỉ được phát hành ở Úc, Đông Nam Á, Mỹ Latinh và một số nước châu Âu. Tháng 4 năm 2008, ban nhạc techno người Đức Topmodelz đã cover bài hát.

## Danh sách track
1. When You're Looking Like That (Đĩa đơn Remix) - 3:52
2. Con Lo Bien Que Te Ves (When You're Looking Like That - Phiên bản Tây Ban Nha - Đĩa đơn Remix) - 3:52
3. Don't Get Me Wrong - 3:43
4. I'll Be There - 3:54
5. When You're Looking Like That (Video) - 3:52

## Xếp hạng
| Bảng xếp hạng                    | Vị trí cao nhất |
| -------------------------------- | --------------- |
| Australian Singles Chart         | 19              |
| Belgian (Flanders) Singles Chart | 19              |
| Danish Singles Chart             | 6               |
| German Singles Chart             | 24A             |
| Dutch Top 40                     | 23              |
| New Zealand Singles Chart        | 30              |
| Romanian Top 100                 | 43              |
| Swedish Singles Chart            | 9               |
| Swiss Music Charts               | 47              |
| UK Radio Airplay Chart           | 50B             |

Note:

A Cũng đã đạt đến vị trí #7 trên Viva Lesercharts của Đức.

B Đĩa đơn này không được phát hành chính thức ở Anh.